# União Agrícola Barbarense Futebol Clube
O União Agrícola Barbarense Futebol Clube é um clube de futebol localizado em Santa Bárbara d'Oeste, no interior do estado de São Paulo. Fundado em 22 de novembro de 1914, o clube participou inicialmente de campeonatos amadores, sendo profissionalizado apenas em 1964.
O União Barbarense conquistou o título da Série C do Campeonato Brasileiro em 2004. No cenário estadual, venceu as séries A2, A3 e A4, além de conquistar o Campeonato do Interior.

## Títulos
Profissional
- Campeonato Brasileiro – Série C: 2004.[7]
- Campeonato Paulista – Série A2: 1998.[7]
- Campeonato Paulista – Série A3: 1967.[7]
- Campeonato Paulista – Série A4: 2025.[8]
- Campeonato Paulista do Interior: 1999.[7][a]

Regional
- Jogos Abertos do Interior: 1996.[9]
- Jogos Regionais: 1998[9] e 2002.[9]

Amador
- Liga Barbarense de Futebol: 1946.[10]
- Taça Cidade de Santa Bárbara: 1957,[10] 1961[10] e 1963.[10]

Categorias de base
- Campeonato Paulista Sub-20 - 2º Divisão: 1988.[9]